# Спрут (телесериал)
«Спрут» (итал. La Piovra — спрут, осьминог) — телевизионный многосерийный художественный фильм 1984 года о борьбе итальянских правоохранительных и судебных органов с сицилийской мафией и коррупцией. Совместное производство Италии, Франции и Германии. Премьера состоялась 11 марта 1984 года. Сериал приобрёл в Европе огромную популярность, в продолжение было снято ещё 9 мини-сериалов.
Наряду с итальянскими актёрами в сериале снимались актёры из Франции, не владевшие итальянским языком. Перед премьерным показом в Италии их голоса были переозвучены итальянскими актёрами. Переозвучивание проводилось и для всех последующих мини-сериалов.

## Сюжет
В сицилийский город (в фильме название города не упоминается, в книге это город Трапани) на место убитого начальника криминальной полиции Аугусто Маринео назначен новый опытный профессионал — комиссар Коррадо Каттани. Каттани приезжает со своей женой Эльзой и 12-летней дочерью Паолой. На отпевании Маринео, в разговоре со своим приятелем и подчинённым Лео Де Марией, он узнаёт, что в тот же день, когда был убит комиссар, произошла ещё одна смерть — покончила с собой маркиза Элеонора Пе́ччи-Шало́йя. Невеста Лео Анна сообщает ему, что её брат, отбывающий наказание в местной тюрьме за финансовые махинации, хочет поговорить с Лео, чтобы сообщить ему важные сведения. Лео встречается с братом Анны. После этого он звонит по телефону Каттани и назначает ему встречу в кафе. Коррадо направляется на встречу, но не успевает. Убийца убивает Лео Де Марию среди бела дня в кафе. Вскоре в тюрьме убивают брата Анны.
Расследуя убийство Де Марии, Каттани выходит на след местного торговца автомобилями и мелкого мафиозного лидера Санте Чиринны. Каттани устанавливает, что Чиринна пристрастил молодую маркизу Титти Пе́ччи-Шало́йя к наркотикам, а когда её мать с помощью своего любовника Маринео попыталась остановить его, в гневе убил их обоих. Пытаясь обелить Маринео, его помощник Альтеро вывез тело комиссара за город, где его и нашли. Каттани вступает в связь с молодой маркизой и пытается помочь ей преодолеть наркозависимость. Чиринна с подручным пытаются убить Каттани, но храбрый комиссар, намеренно попавшись в их ловушку, расправляется с убийцами и помещает Чиринну в тюрьму.
Каттани обнаруживает, что персоны, занимающие видное положение в городе, связаны с наркомафией: известный адвокат Терразини защищает преступников, а счета многих предприятий в респектабельном на вид банке банкира Раванузы используются для отмывания наркодоходов. Каттани, заручившись, как он считает, поддержкой своего покровителя из Рима Себастьяно Каннито, начинает арестовывать мафиози и счета подозрительных фирм. Тем временем местное телевидение разворачивает кампанию по критике деятельности полиции, а бандиты похищают Паолу и требуют от комиссара освободить Чиринну, расстаться с Титти и прекратить наступление на мафию, тогда, как они утверждают, девочка не пострадает.
Убитый горем Каттани вынужден выполнить поставленные условия, отменяя постановления об аресте грузов с наркотиками и намеренно саботируя свою собственную кампанию против преступности. Когда кампания Каттани полностью разваливается, а сам он приобретает в городе репутацию негодяя и коррупционера, мафия, наконец, возвращает его дочь. Девочка, которую, как оказывается, изнасиловали, находится в невменяемом состоянии. Вышедший на свободу Чиринна подбрасывает Титти наркотики, и девушка, не в силах сопротивляться, выбрасывается из окна. По приказу Терразини Чиринна доставляет Каттани труп мафиози, изнасиловавшего его дочь и убившего Лео де Марию. Чиринна пытается убить самого комиссара, но тот обезоруживает его и вновь отправляет в тюрьму, где его убивают.

## В ролях
- Микеле Плачидо — Коррадо Каттани
- Николь Жаме — Эльза Каттани
- Каридди Нардулли — Паола Каттани

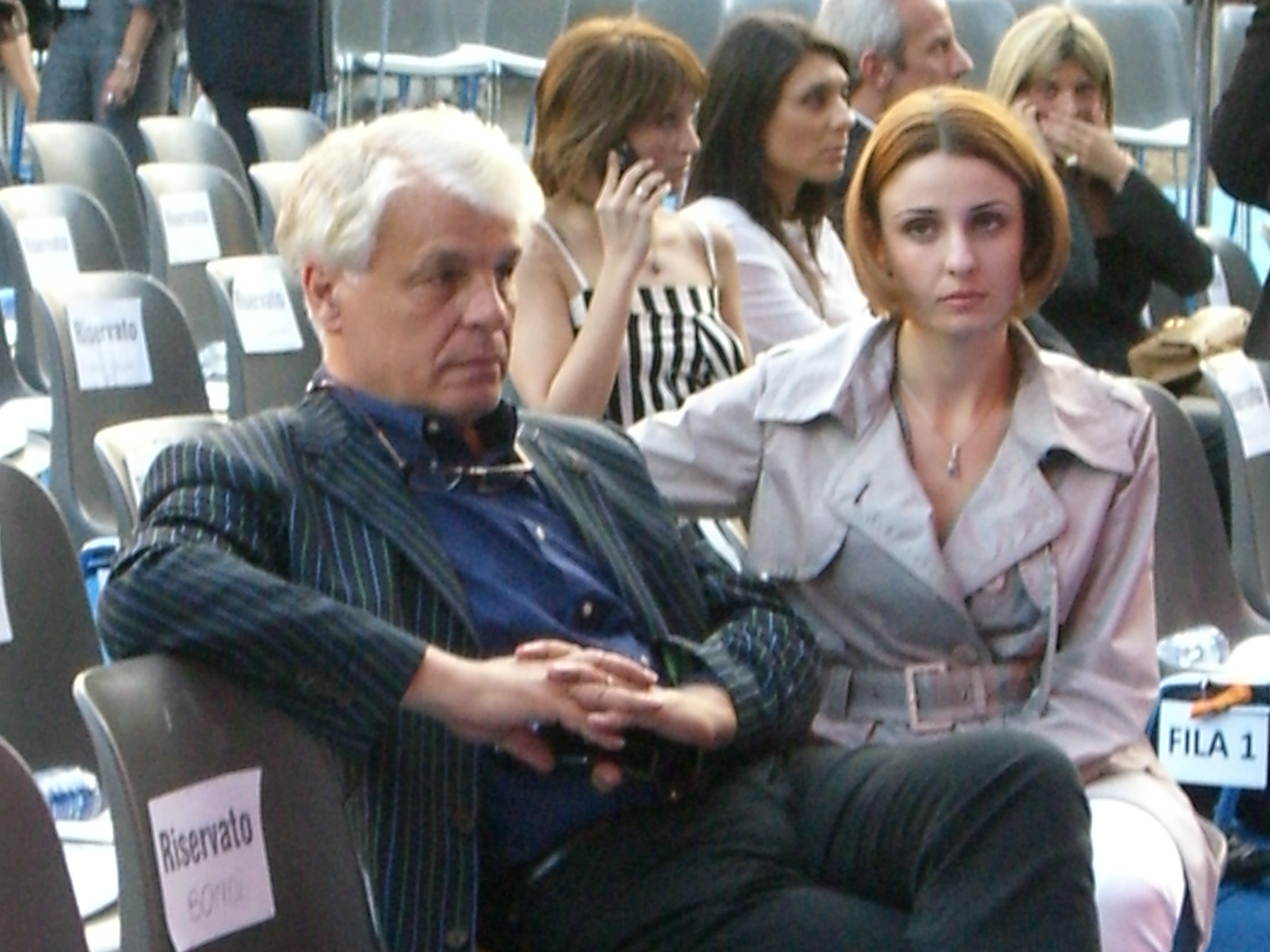
Микеле Плачидо

- Ренато Мори — Альтеро, заместитель комиссара Каттани
- Массимо Бонетти — Лео Де Мария
- Ренато Чеккетто — прокурор Акилле Бордонаро
- Барбара Де Росси — Раффаэлла (Титти) Печчи-Шалойя
- Анжело Инфанти — Санте Чиринна
- Флоринда Болкан — графиня Ольга Камастра
- Франсуа Перье — адвокат Терразини
- Жак Дакмин — Себастьяно Каннито
- Поль Гер — профессор Джанфранко Лаудео
- Джефри Каплстон — банкир Альфредо Равануза
- Луиджи Валлини — Сантино (киллер)

## Критика
28 ноября 2009 года на съезде партийной молодёжи в городе Ольбия премьер-министр Италии Сильвио Берлускони обрушился с критикой на авторов книг и фильмов о мафии, обвинив их в том, что подобные работы подрывают образ Италии в мире. «Если я узнаю, кто является автором „Спрута“, то, клянусь, я придушу его», — заявил он.
Вместе с тем Берлускони выразил негодование по поводу подозрений в его собственных связях с мафией. Правоохранительные органы Италии неоднократно пытались привлечь политика к уголовной ответственности, и 24 июня 2013 года он был приговорён к 7 годам лишения свободы и пожизненному запрету занимать государственные должности по обвинениям в покупке интим-услуг у несовершеннолетней и злоупотреблении служебным положением.
«Спрут» много раз подвергался критике и со стороны сицилийцев. Например, после выхода «Спрута 7» против сериала выступили видные представители сицилийского духовенства. В своем обращении они, в частности, заявили: «Мы больше не можем этого терпеть, это постоянный позор и унижение для нашего острова, исходящие от этого телешоу. Они эксплуатируют наш остров. Они не ценят красоту нашей земли и своими клише внушают неверные представления о ней тем, кто мало или совсем ничего не знает о Сицилии. И кроме того лишь усиливают недоверие к государственным органам».